# Mirtha Vásquez
Mirtha Esther Vásquez Chuquilín (Cajamarca, 31 marzo 1975) è una politica, avvocata e docente peruviana, dal 6 ottobre 2021 al 31 gennaio 2022 presidente del Consiglio dei ministri del Perù.

## Biografia
Mirtha Vásquez nacque a Cajamarca il 31 marzo del 1975. Si laureò in giurisprudenza presso l'Università nazionale di Cajamarca e conseguì un master in gestione sociale presso la Pontificia Università Cattolica del Perù.
Fu docente presso l'Università nazionale di Cajamarca tra il 2009 e il 2019. Fu inoltre avvocata e segretaria esecutiva di Grufides (organizzazione non a scopo di lucro a Cajamarca) tra il 2003 e il 2019. Fu anche avvocata presso l'Associazione pro-diritti umani del Perù tra il 2018 e il 2019 e integrò il consiglio direttivo della coordinatrice nazionale dei diritti umani del Perù.

## Percorso politico
Prima di essere congressista della Repubblica, Mirtha Vásquez era nota per aver difeso il caso della contadina Máxima Acuña contro la compagnia mineraria Minas Buenaventura, al fine di difendere alcuni terreni, una controversia di protezione ambientale conosciuta a livello nazionale e internazionale.

### Congressista
Nelle elezioni parlamentari del 2020, lei fu eletta congressista con 12 687 voti per rappresentare la regione di Cajamarca nel periodo parlamentare del 2020-2021 del Congresso della Repubblica del Perù.
Fu una dei soli 12 membri del Congresso che presentarono la loro dichiarazione giurata di interessi alla Commissione generale del Perù, e persino esortò i suoi colleghi a farlo perché ritenuto importante, necessario e "sano". Nell'aprile del 2020, Mirtha fu eletta, all'unanimità, come presidente della Commissione per l'inclusione sociale e le persone con disabilità del Congresso. Si impegnò a lavorare per le persone in povertà colpite dalla crisi sanitaria causata dalla pandemia di COVID-19. Inoltre, fu vicepresidente della Commissione per l'etica parlamentare installata nel giugno del 2020.
Fu lei che propose di dichiarare il Perù in emergenza alimentare mediante un disegno di legge che cercava di sostenere l'agricoltura familiare.
Nel settembre del 2020, Mirtha Vásquez fu denunciata da un altro deputato, Robinson Gupioc Ríos, per aver chiesto di riconsiderare la votazione che archiviò il caso del deputato José Luna Morales alla Commissione per l'etica parlamentare.
Mirtha fu inoltre una dei 19 congressisti che votarono contro la vacanza contro Martín Vizcarra. Ritenne che non fosse il modo per affrontare le denunce di Vizcarra per presunti atti di corruzione, né "la via d'uscita più efficiente" alla crisi politica perché la vacanza avrebbe potuto essere sfruttata da "gruppi politici molto contestati", i quali avrebbero potuto assumere il potere.

### Presidente ad interim del Congresso
Dopo le dimissioni di Manuel Merino dalla presidenza della repubblica, fu eletta prima vicepresidente del Congresso come parte della lista guidata da Francisco Sagasti, e, giurando Sagasti come nuovo capo di Stato, assunse la presidenza del Congresso su base interinale, per completare il periodo parlamentare del 2020-2021.

### Presidente del Consiglio dei ministri
Fu nominata presidente del Consiglio dei ministri il 6 ottobre del 2021, in seguito alle dimissioni di Guido Bellido, chieste dal Presidente Castillo. Insieme a Guido Bellido si dimisero sette dei diciannove ministri del Consiglio.
Il gabinetto guidato da Mirtha Vásquez ebbe cinque donne invece delle due che aveva l'uscente guidato da Bellido. Il seggio del Perù Libero si mostrò contro i cambiamenti ministeriali e li definì come un "tradimento a tutte le maggioranze" ed il loro portavoce, Waldemar Cerrón, disse che non avrebbero appoggiato il gabinetto Vásquez, ma che non sarebbero stati ostruzionisti e avrebbero continuato a "lavorare per il bene del Paese".
Dopo quasi quattro mesi dalla sua nomina, il 31 gennaio del 2022 presentò la sua lettera di dimissioni in modo ufficiale al Presidente Pedro Castillo. Tra le sue motivazioni, lei affermò che "non è possibile raggiungere un consenso a favore del Paese". In precedenza, Castillo aveva annunciato la completa ristrutturazione del suo gabinetto.